# Афродизіак
Афродизіа́к — речовина, яку використовують для підвищення лібідо (статевого потягу) та статевої сили. Назва походить від імені грецької богині кохання Афродіти.
Речовини протилежної дії називають анафродизіак.
Ще з давніх часів деяким предметам та рослинам приписували властивості, що збільшували потенцію та бажання. Часом ці уявлення мали раціональні підстави, часом афродизіаками ставали предмети через своєрідну форму, або забобони щодо використання, наприклад, устриці чи статевий орган тигра, оленя тощо. Деколи їх використання давало суто психологічний заряд впевненості, який не мав нічого спільного з самим афродизіаком. Афродизіаки з справді сильною фізіологічною дією — рідкість. Як правило, афродизіаки мають  вплив слабої стимуляції, котрий не має вирішального значення без психологічного самонавіювання. Прикладом подібного є цибуля та хрін, які в багатьох культурах розглядаються як афродизіаки (і дійсно позитивно впливають на чоловічу силу), а в нас сприймаються як звичайні продукти харчування.
Афродизіаки — специфічні речовини, здатні привести до підвищення потенції та сексуального потягу. Вони отримали свою назву на честь Афродіти, давньогрецької богині кохання. У групу афродизіаків традиційно входять різноманітні речовини тваринного і рослинного походження. Зазвичай афродизіаки відрізняються яскраво вираженим смаком або запахом.

## Види афродизіаків
У природі існує неймовірно велика кількість афродизіаків, що прийнято поділяти на види за способом впливу на людину (через нюх, їжу і дотик), за типом речовини і по ефективності впливу на чоловіків / жінок. В силу своєї універсальності один і той же афродизіак може входити не в одну, а в 2-3 групи одночасно, так як використовується, наприклад, і в пахощах, і в оліях.
Види афродизіаків за способом впливу
- Кулінарні афродизіаки (переважно це напої та продукти харчування, до яких належать гриби, банани, полуниця, кокоси, креветки, шоколад, яйця, устриці, равлики, горіхи, яблука, грейпфрут, какао та ін.).
- Ароматичні афродизіаки (вони входять до складу ароматичних свічок, пахощів з особливими добавками і мають різкий запах — це майоран, ладан, мандарини, мускат, пачулі, іланг-іланг, кардамон, кориця, шавлія та ін.)
- Косметичні афродизіаки (їх вводять до складу мазей для розтирання тіла, кремів, мила, лосьйонів, парфумів, гелів і інших косметичних засобів з впливом через пори шкіри і нюх — це сосна, трояндове дерево, ялівець, мирт, сандал, кропива, полин, женьшень та ін.)

Види афродизіаків за типом речовини
- Продукти (яйця, шоколад, часник, хрін, фініки, устриці, равлики, кріп, тирамісу, спаржа, селера, пророщена пшениця, олія оливкова, мускус, камбала морська, морква, мідії, мед, марципани, манго, цибуля всіх видів, капуста морська, креветки, кокоси, полуниця, ікра, імбир, гриби, артишоки).
- Спеції (суріпиця, любисток, дягель, селера, кардамон, кориця, мускат, чорний перець, базилік, майоран, чабер, червоний перець, фенхель, кмин, аніс, імбир).
- Ліки (вони включають лікарські трави — полин, кропиву, женьшень, корінь аїру, елеутерокок, любисток, Вербень, лимонник, солодку, родіолу, ятрашнік, каштан кінський, гірчицю, горець, звіробій).
- Феромони (особливі леткі речовини, що виділяються залозами тварин, одні з них — попереджають, другі — позначають територіальні рамки, треті — збуджують особин протилежної статі).
- Попперс (для подовження і підвищення сексуальної насолоди).

Види афродизіаків за спрямованістю впливу
- Чоловічі афродизіаки (сандал, пачулі, ялівець, кориця, кипарис, імбир).
- Жіночі афродизіаки (грейн петіт, (Апельсин гіркий /Citrus bigaradia/), розмарин, мирра, іланг-іланг, жасмин, герань, вербена).

## Як діє афродизіак
Проникаючи в організм людини за допомогою нюху, дотику (шкіру) або через їжу, афродизіак починає працювати на зразок гормонів, які пов'язані з сексуальністю. У цьому плані кожен афродизіак унікальний за типом чиниться впливу: одні з них підвищують чуттєвість, інші — підсилюють пристрасть і бажання, треті — позбавляють від закомплексованості. У той же час фактично всі з них є відмінними антидепресантами. Більшість афродизіаків надає омолоджуючу і загальнозміцнюючу дію, відновлюючи втрачені сили.
Дія афродизіаку на чоловіків.
Крім цього, вони чудово підсилюють чоловіче і жіноче начала. Якщо брати чоловічі афродизіаки, то вони впливають на представників цієї статі таким чином: сандал посилює сприйняття, підвищує потенцію і дає поштовх фантазії; пачулі розбурхує сексуальність, пробуджує захопленість, сприяє балансу гормонів і омолодженню ендокринної системи, активізує ерогенну чуттєвість; ялівець сприяє тривалому сексу і небувалій потенції; майоран посилює пластичність, гнучкість, ерогенні зони, роблячи чоловіка тактовним дамським угодником; кориця нарощує потенцію, будить фантазію, імбир відкриває друге дихання, додає сили, впевненості і дає поштовх до сексуальних подвигів.
Дія афродизіаку на жінок.
Жіночі афродизіаки сприяють їх повному розкриттю, прагненню до чуттєвості, романтичності, прояву сексуальності, що знаходить неймовірно бажаний відгук у чоловіків. Вони надають такі дію: грейн петіт удосконалює емоційну складову, концентрує на чуттєвій стороні життя, знімає роздратування і розслабляє; розмарин посилює сприйняття, усуває прояви гормональних коливань в період менструації; мирра перетворює на справжню куртизанку — розкріпачену і сексуальну натуру, дарує багато чуттєвих насолод, що особливо цінується чоловіками, іланг-іланг сприяє передбаченню всіх побажань партнера, робить оргазм більш яскравим і чуттєвим; жасмин розкриває жіночність і чуттєвість; вербена допомагає привороту чоловіків, дає сексуальну силу.
Як користуватися афродизіаком.
Методи використання афродизіаків різноманітні і залежать виключно від їх виду. Ароматичні афродизіаки можна вдихати як пахощі, застосовувати як аромалампи, у вигляді ефірних олій — натирати тіло, використовувати в ваннах і настоях, для чого достатньо буквально декількох крапель. Афродизіаки також розбризкують за допомогою пульверизатора, ними просочують нижню білизну, наносять на волосся і тіло. Нерідко вони виступають у вигляді приправ до кулінарних страв, входять до складу кремів, інтимних мазей, туалетної води і духів. Природно, використання у всіх випадках відповідне — натирання, вживання в їжу або пиття, обмивання, розсіювання в закритому приміщенні.
Сильні афродизіаки.
Існує група сильних афродизіаків — найбільш інтенсивних і потужних за своїм впливом на людину. До них належать устриці, мед, ваніль, яйця. Вони в рази підсилюють сексуальний потяг. Виходячи з недавніх досліджень, опублікованих у FoodResearch International, до сильних афродизіаків вчені також зараховують женьшень, йохімбе і шафран, які вони назвали ключовими в даному переліку, тоді як вино і шоколад були повністю скинутий з цього п'єдесталу, адже він визнаний  просто атрибутом для створення інтимної обстановки .
Зараз «афродизіаками» називають усі засоби для підвищення статевої сили, хоча це слово має більше історичний відтінок.

## Перелік афродизіаків

### Препарати
Сучасна медицина не використовує поняття «афродизіак», однак дилери парамедичних фірм і журналісти час від часу оголошують афродизіаками такі лікарські засоби та подразнюючі речовини, як бремеланотид, меланотан-2, кроцін, ікаріїн, тестостерон, Оксібутират натрію, йохімбін, фенілетиламін, кантаридин, віагра.
Алкілнітріти, більш відомі як попперс і застосовуються в сексуальній практиці для збільшення і продовження задоволення, в широкому сенсі також можна позначити, як афродизіак. Стимулятори, які впливають на системи допаміну, такі як кокаїн і амфетаміни (наприклад, метамфетамін) часто пов'язані з гіперзбужденням і гіперсексуальністю, хоча і може призвести до порушення статевої функції, особливо при тривалому використанні.
Деякі агоністи дофаміну, також можуть викликати підвищене лібідо, хоча вони також можуть викликати різні побічні явища. Праміпексол є агоніст дофаміну використовується в медицині як афродізіак, а іноді пропонується, щоб протидіяти зниженню лібідо, пов'язані з SSRI антидепресантів. Агоніст дофаміну апоморфін був використаний для лікування еректильної дисфункції, але має низький ефективність і має тенденцію викликати нудоту. Вживання інших агоністів дофаміну, як-от бромокиптин (бромокриптин) і каберголін, також може бути пов'язане з підвищеним лібідо, як може попередника дофаміну леводопа, але це часто дає побічні ефекти, серед яких бувають перепади настрою і пристрасті до азартних ігор і тому ці препарати не використовують для цієї мети.
Те, що агоністи дофаміну, підвищують лібідо, приписані для інших цілей призвело до розвитку ряду більш селективних сполук, таких як флібансерин, ABT-670 і PF-219, 061, які були розроблені спеціально для лікування сексуальних розладів дисфункції, хоча жоден з них до цих пройшов клінічні випробування.
Також вітамін Е-токоферол, трибулустан, цитрулін, препарати цинку, селену, 2C-B та ін.

### Продукти
У різних країнах та в різні часи до афродизіаків відносили різноманітні речовини та продукти. Частіше за все до них відносять такі:
- Амбра
- Авокадо
- Аніс
- Артишок
- Банан
- Ваніль
- Гвоздика (пряність)
- ядро грецького горіха
- Дуріан
- Женьшень
- Ікра
- Іланг-іланг
- Імбир
- Кедрові горішки
- Полуниця
- Кардамон
- Кокос
- Кориця
- Кава
- Кавун
- Креветки, раки,
- Ламінарія (морська капуста)
- Цибуля
- Манго
- Марципан
- Марула
- Мед, Пилок (квітковий), Маточне молочко
- молюски Мідії, Равлики, кальмари, Устриці
- Мирра (смола)
- Морква
- морська риба — скумбрія, Морська камбала та ін.
- Мускус
- Мускатник
- Мумійо
- Оливкова олія
- Пшениця (паростки)
- Селера
- Спаржа
- Трюфель (гриби)
- Тирамісу
- Кріп
- Фініки
- Хрін
- Часник
- Шафран
- Шоколад
- Яйця

### Лікарські трави
Засоби-настої, екстракти на основі природної сировини
- Алое (aloe vera)
- Аїр тростиновий
- Барвінок (рід)
- Вівсюг, дикий овес
- Глечики жовті
- Женьшень,
- даміана[en]
- ягоди  дерези,
- еврікоми довголистої[en]
- Еспарцет (заячий горох),
- звіробій,
- Спориш,
- Глід
- Гірчиця сарепська,
- Дягель лікарський
- Маренка запашна,
- Йохімбе,
- Каштан кінський,
- Гінкго дволопатеве,
- Вербена лікарська (Verbena officinalis),
- Жгун-корінь Монньє (Cnidium monnieri),
- Епімедіум[ru]
- Вовчок (рослина) (Orobanche — всі види),
- Імбир садовий, амомум імбирний (Zingiber officinale Roscoe, Amomum zingiber L.)
- Клен гостролистий (Acer platanoides),
- Кропива дводомна (Urtica dioica),
- Лимонник китайський (Schisandra chinensis),
- Любисток лікарський (Levisticum officinale),
- Любка дволиста
- Великоголовник сафлороподібний (Rhaponticum carthamoides)
- Зозулинець чоловічий (Orchis),.
- насіння повитиці
- Пажитник сінної (Trigonella foenum-graecum),
- Родіола рожева (Rhodiola rosea),
- Аспарагус садовий (Asparagus officinalis),
- Самосил гайовий
- Сурепка (Barbarea vulgaris),
- Селера
- Петрушка
- Пастернак (рослина)
- Шпинат городній
- Елеутерокок колючий (Eleutherococcus senticosus)
- Якірці сланкі (Tribulus terrestris)
- Яглиця звичайна
- Талабан польовий (Thlaspi arvense).
- Мака перуанська
- Гуляюча пальма Socratea exorrhiza
- Мукуна пекуча
- Гуарана, (лат. Paullinia cupana)
- Аралія китайська[ru]

## У масовій культурі
- музичний альбом «Афродизіяки» (2003) українського рок-гурту «Мертвий півень» — результат співпраці з Віктором Морозовим;
- музичний альбом «Afrodisiac» (2004) американської R&B-співачки Бренді.
- В романі української письменниці Люко Дашвар «Покров» (2 розділ). Головна героїня Мар'яна придбала парфуми із феромонами, щоб звабити свого шефа.